# Мала Бокша (Хунедоара)
Мала Бокша (рум. Bocșa Mică) насеље је у Румунији у округу Хунедоара у општини Чертежу де Сус. Oпштина се налази на надморској висини од 582 m.

## Становништво
Према подацима из 2002. године у насељу је живело 144 становника, од којих су сви румунске националности.